# Timothy Baillie
Timothy „Tim“ Baillie, MBE (* 11. Mai 1979 in Aberdeen) ist ein ehemaliger britischer Kanute aus Schottland.

## Erfolge
Timothy Baillie nahm im Kanuslalom mit Etienne Stott im Zweier-Canadier an den Olympischen Spielen 2012 in London teil. Bei dem Wettkampf belegten sie nach den Vorläufen den vierten Platz und wurden im Halbfinale Sechster. Im Finallauf gelang ihnen in 106,41 Sekunden die schnellste Zeit, womit sie vor ihren Landsmännern David Florence und Richard Hounslow sowie Pavol und Peter Hochschorner aus der Slowakei Olympiasieger wurden.
Zuvor waren ihm bereits im Zweier-Canadier mehrfach Erfolge bei Welt- und Europameisterschaften gelungen. Bei Weltmeisterschaften gewann er 2009 in La Seu d’Urgell und 2011 in Bratislava jeweils die Bronzemedaille in der Mannschaftswertung. Darüber hinaus belegte er bei den Europameisterschaften 2009 in Nottingham mit Etienne Scott den zweiten Platz in der Einzel- und den dritten Platz in der Mannschaftskonkurrenz. Auch im Jahr darauf wurde er in Bratislava mit der Mannschaft Dritter, ehe er in dieser Wertung schließlich 2012 in Augsburg Europameister wurde. 2013 bestritt er seine letzte Saison.
Für seinen Olympiasieg wurde Baillie 2013 zum Member des Order of the British Empire ernannt. Er ist mit der kanadischen Kanutin Sarah Boudens verheiratet.